# Neustadt am Rennsteig
Pour les articles homonymes, voir Neustadt.
Neustadt am Rennsteig est une municipalité allemande du land de Thuringe, dans l'arrondissement d'Ilm, au centre de l'Allemagne. En 2015, sa population est de 942 habitants.

## Source de la traduction
- (de) Cet article est partiellement ou en totalité issu de l’article de Wikipédia en allemand intitulé « Neustadt am Rennsteig » (voir la liste des auteurs).